# Hof (Architektur)

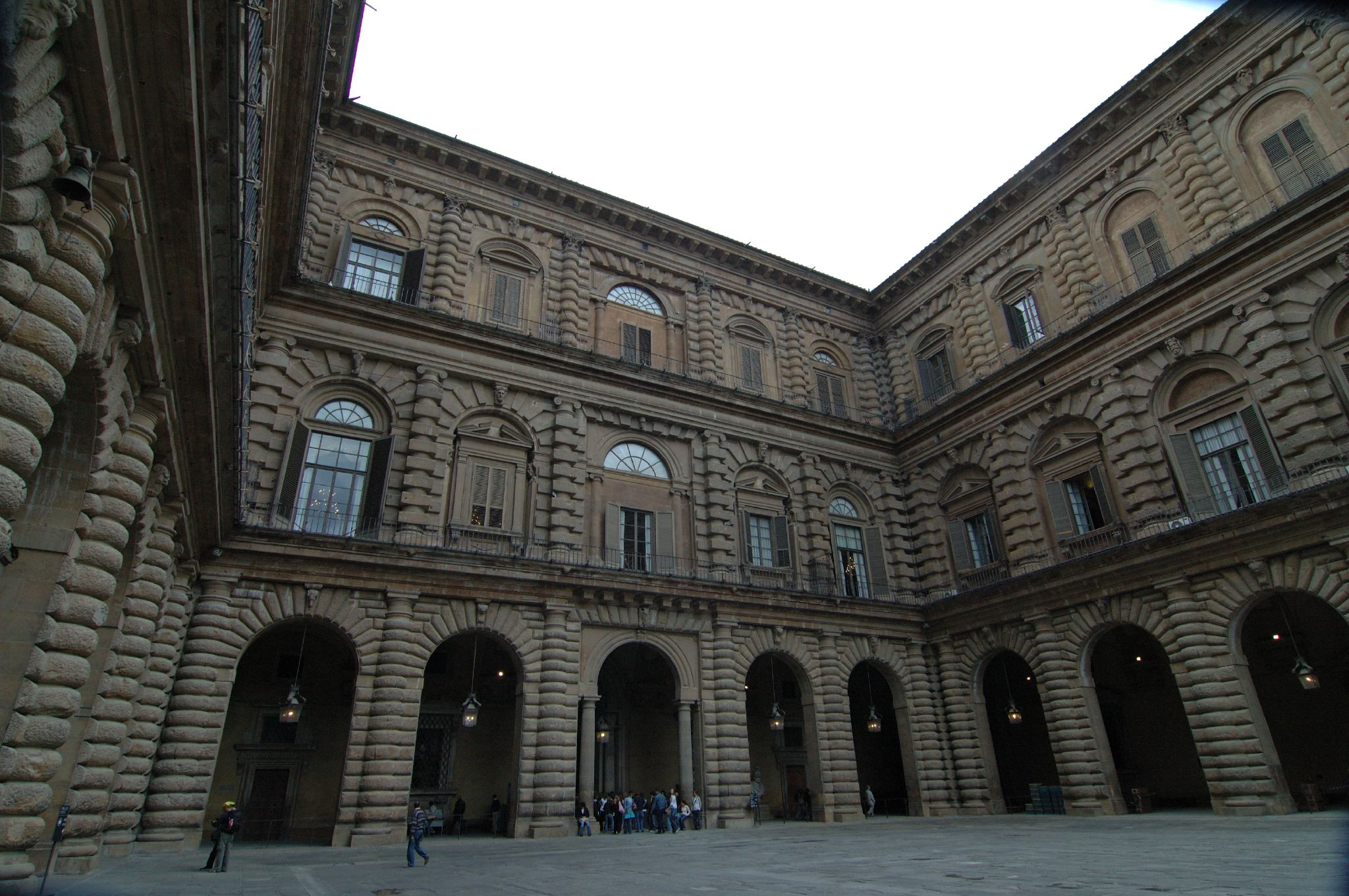
Hof des Palazzo Pitti, Florenz

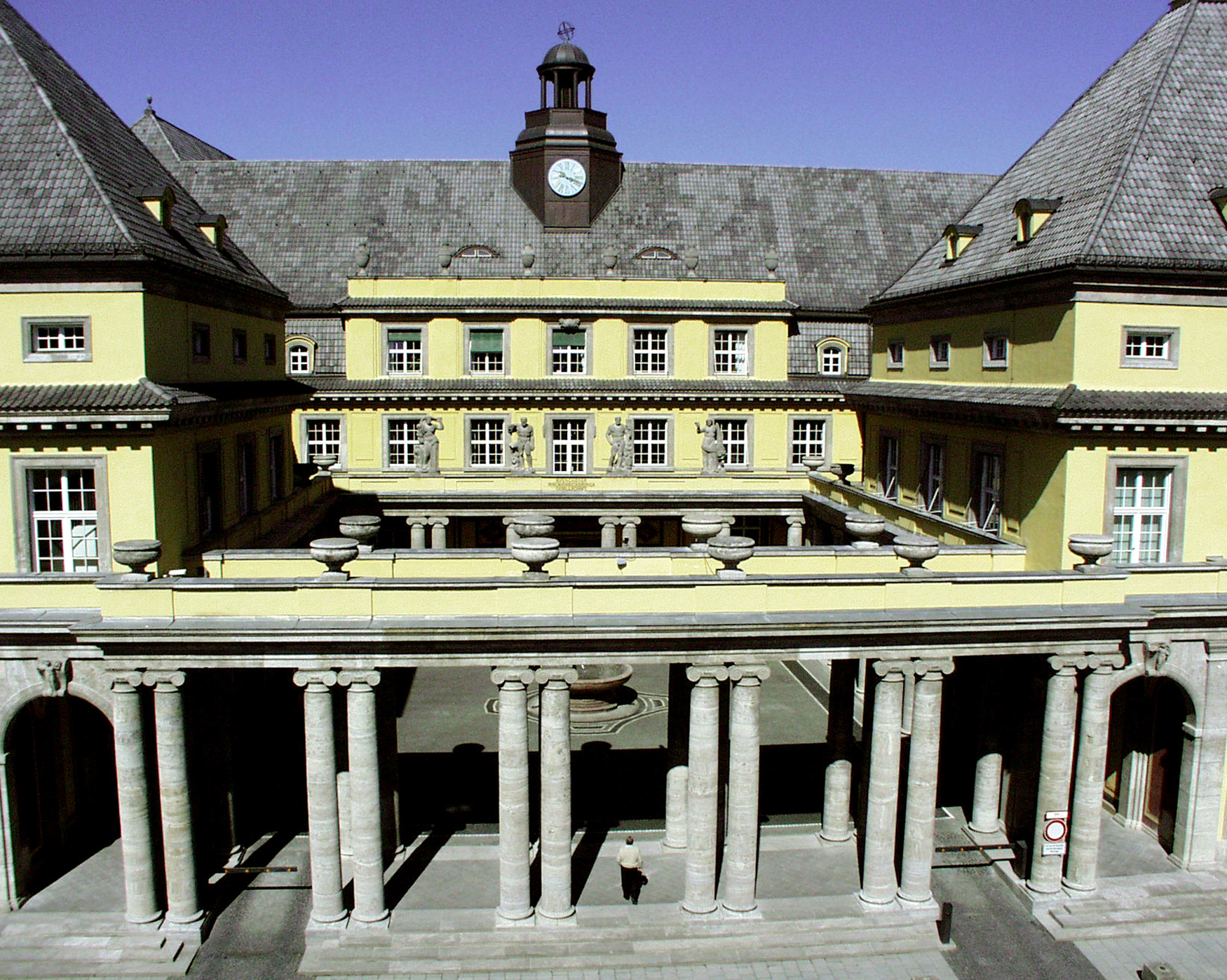
Vorhof des Hauptgebäudes der Münchener Rück, München

Als Hof wird in der Architektur ein ringsum oder an mehreren Seiten von Gebäuden, Gebäudeflügeln, Gebäudeteilen oder Mauern umschlossener Freiraum bezeichnet.

## Unterscheidung nach der Lage

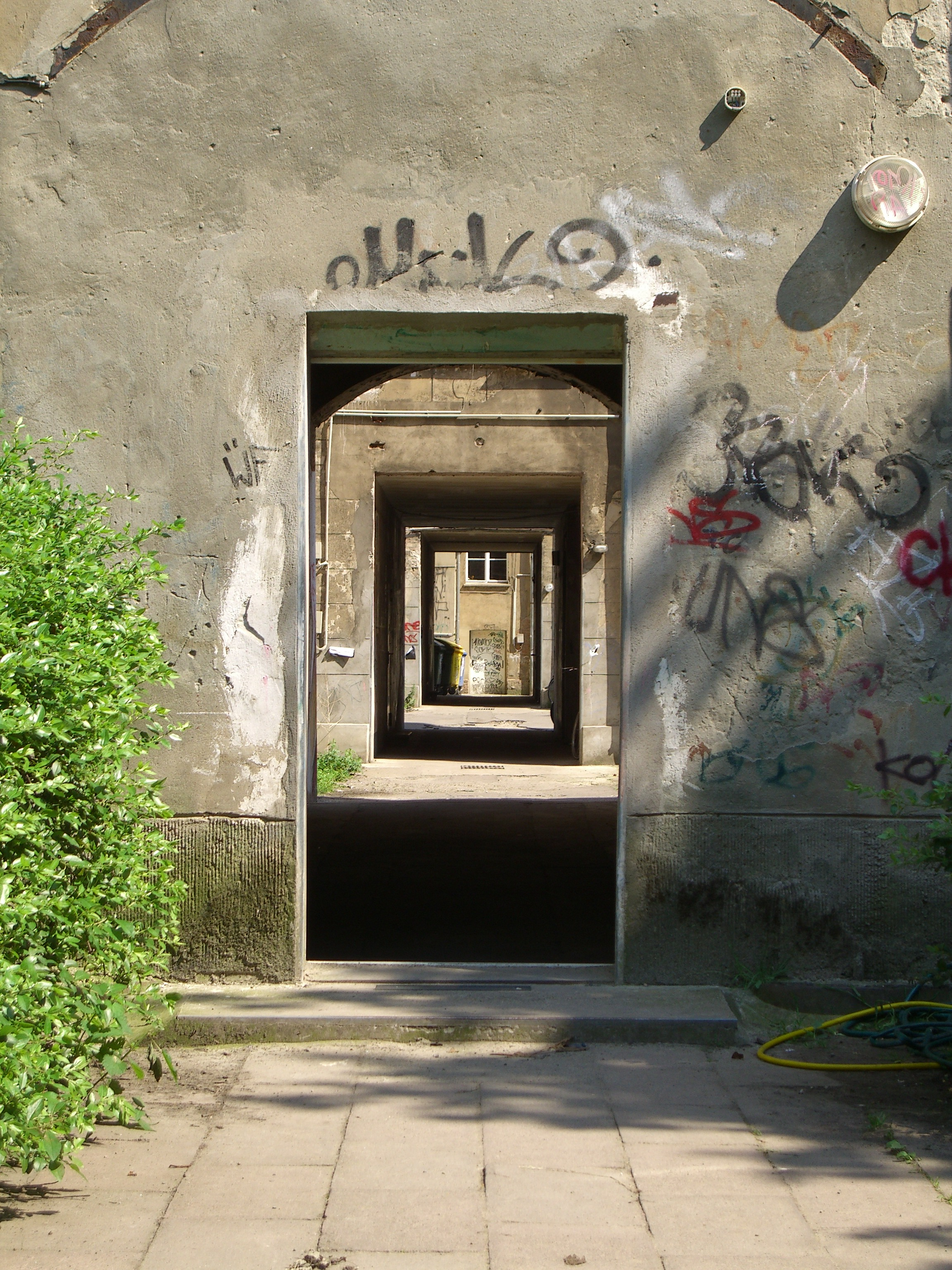
Höhepunkt der Berliner Hinterhof-Bebauung der Gründerzeit; ebenda im Ortsteil Prenzlauer Berg, der Bau mehrerer (hier vier) Hinterhäuser in einer Flucht.

Höfe lassen sich grundlegend nach ihrer Lage innerhalb des Gebäudekomplexes unterscheiden:
Ein Innenhof ist ein von allen Seiten umbauter Hof. Es gibt eine Vielzahl von Typen und Bezeichnungen. Rechteckige Grundrisse sind am weitesten verbreitet. Wenn dem Hof als eigenständigem Bauteil besonderer Wert zugemessen wird, wird er oft durch einen quadratischen Grundriss betont. In dicht bebauten Innenstädten kann die vierseitige Randbebauung eines Innenhofes auch durch Rückseiten von Nachbarbauten gebildet werden.
Regelmäßige polygonale oder runde Innenhöfe sind seltener (Beispiel: Palast Karls V. in der Alhambra). Bei mittelalterlichen Burgen finden sich häufig unregelmäßig polygonale Innenhöfe, die sich aus der Anpassung der Burg an das natürliche Gelände ergeben haben.
Der Hinterhof ist eine Variante des Innenhofs hinter dem Hauptgebäude. In der Regel bezeichnet der Begriff niederwertig empfundene, hauswirtschaftliche Funktionen und weist daher meist keine baukünstlerische Gestaltung auf. Hinterhöfe sind charakteristisch für die Mietskasernen des 19. Jahrhunderts, wo sie durch die tief gestaffelte Bebauung des ursprünglich hinter dem Haus liegenden Gartenareals entstanden.

Wenn die Freifläche oder ein offener Gebäudekern im Gebäudekomplex mit einem Glasdach überdeckt ist, heißt er Lichthof. Er dient der Belichtung der umliegenden Räume.
Ein Vorhof ist ein Hof vor einem Gebäude, der einen Übergang zwischen dem öffentlichen Bereich einer Straße oder eines Platzes und dem Hauptgebäude schafft. Vorhöfe finden sich vor allem bei repräsentativen Gebäuden, bei herrscherlichen Palästen haben sie eine zeremonielle und bei Sakralbauten oft eine kultische Funktion. Die Vorhöfe von Kirchen werden als Narthex bezeichnet.

## Besondere Bauformen
Das Atrium bezeichnete ursprünglich den freien Innenraum eines römischen Gebäudes, der durch eine Deckenöffnung belichtet wurde. Später übertrug sich der Begriff vor allem auf den Vorhof von repräsentativen Gebäuden und frühchristlichen Kirchen. In der modernen Architektur wird Atrium oft als Modewort gebraucht, mit dem alle Arten von (auch verglasten) Innenhöfen bezeichnet werden. Vgl. auch Atriumhaus.
Das Peristyl ist ein allseitig von Säulenhallen umgebener Innenhof, der auf die antike griechische Architektur zurückgeht.
Der Kreuzgang meint eigentlich den überdachten vierseitigen Gang um den Rechteck-Innenhof eines Klosters, doch wird der Begriff auch für den Innenhof (Kreuzganggarten) selbst verwendet.
Der Ehrenhof ist ein Vorhof, der als Empfangshof (Cour d’honneur) vor allem bei dreiflügeligen Schlossanlagen des Barock vorkommt.
Der Patio ist die spanische Bezeichnung für einen Innenhof.

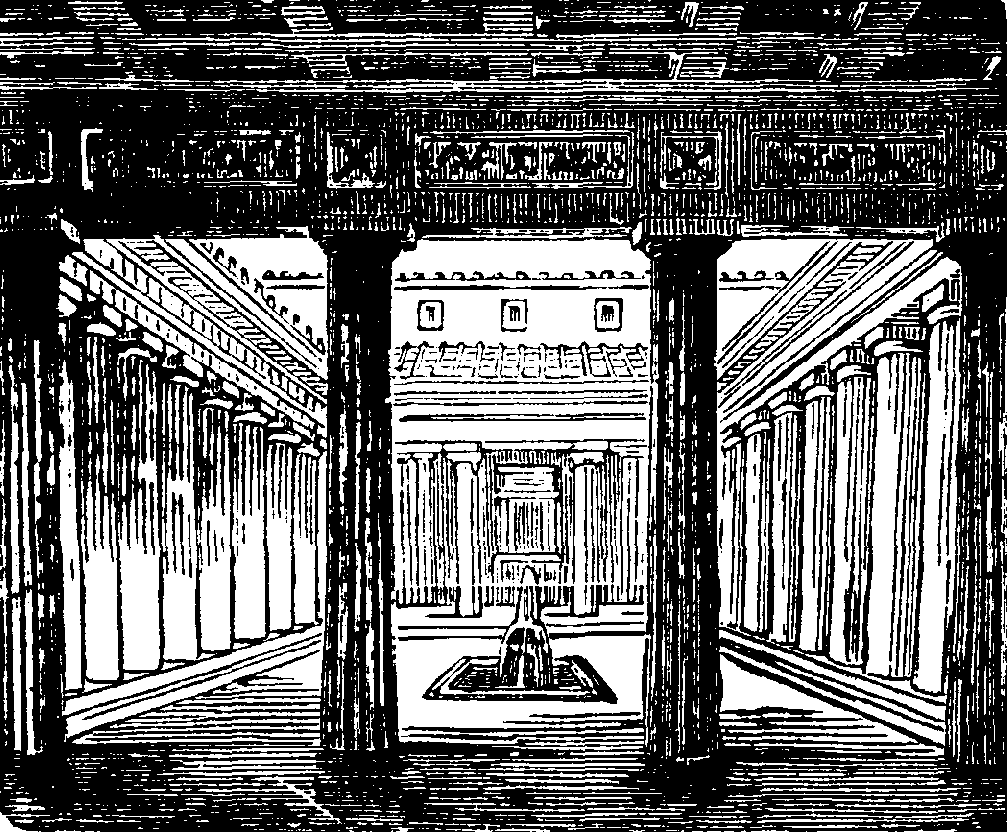
Rekonstruktion eines Peristyls einer römischen Domus
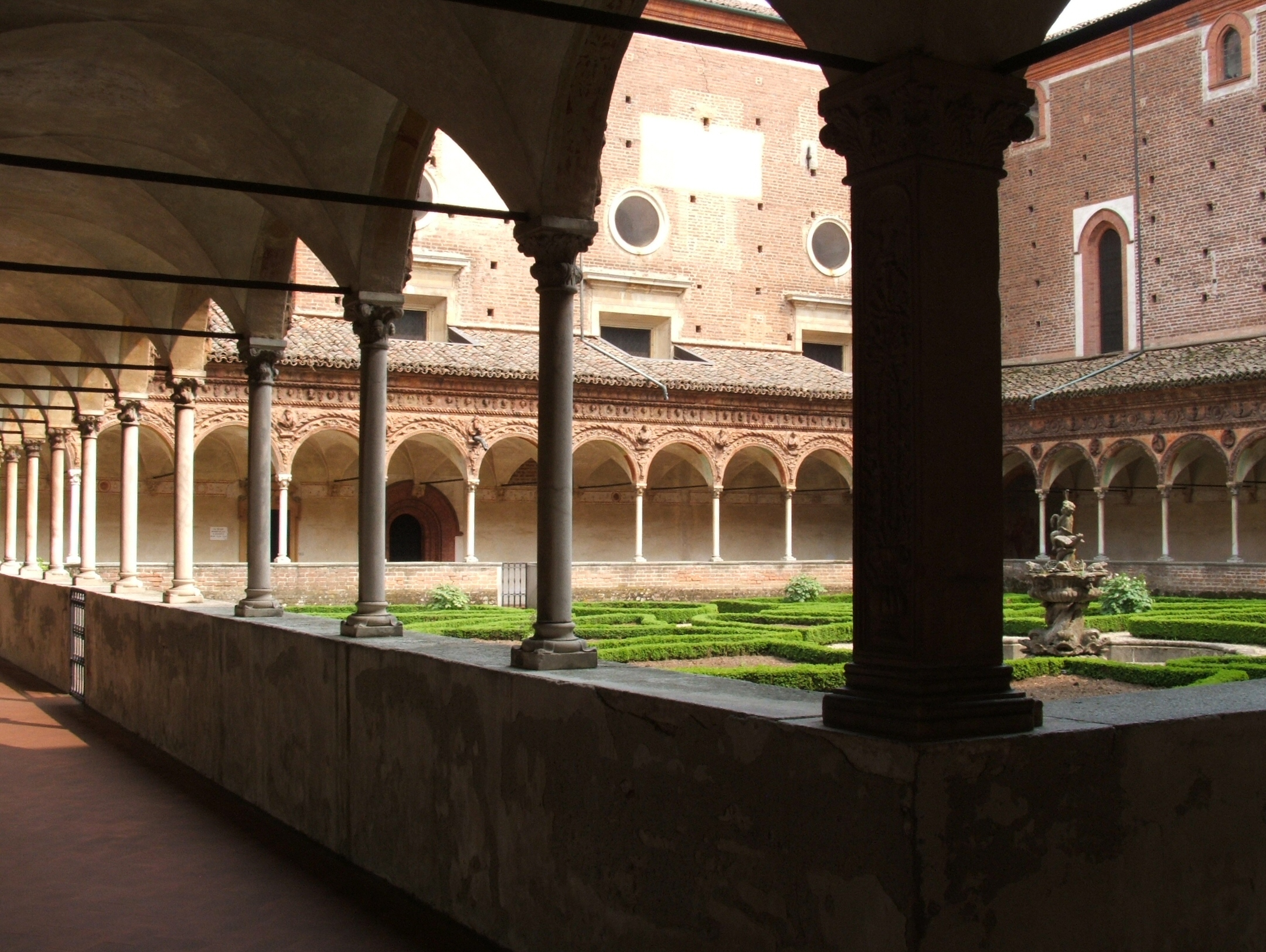
Kreuzgang des Klosters Certosa di Pavia, Italien
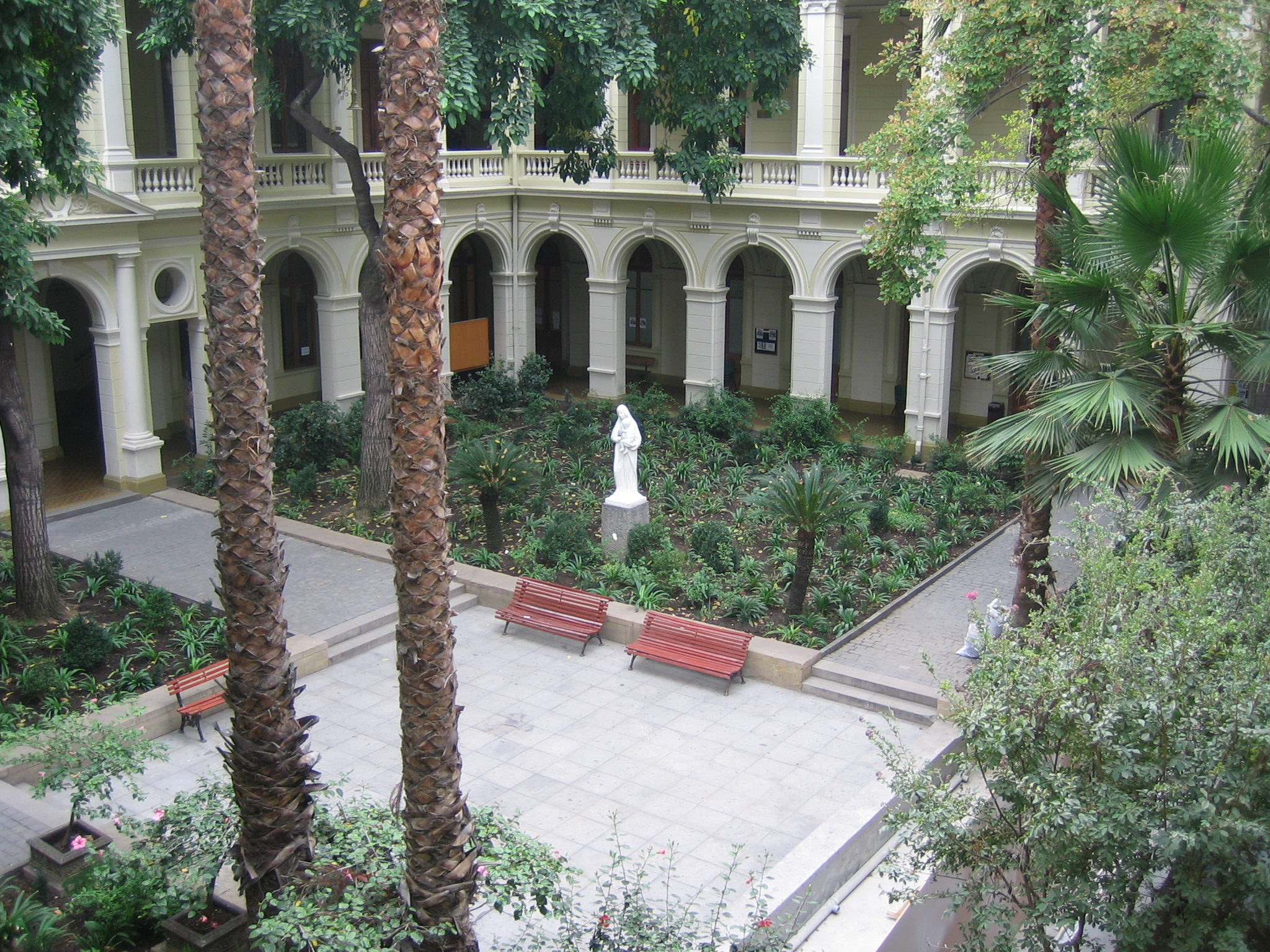
Begrünter Patio, Universidad Católica de Chile
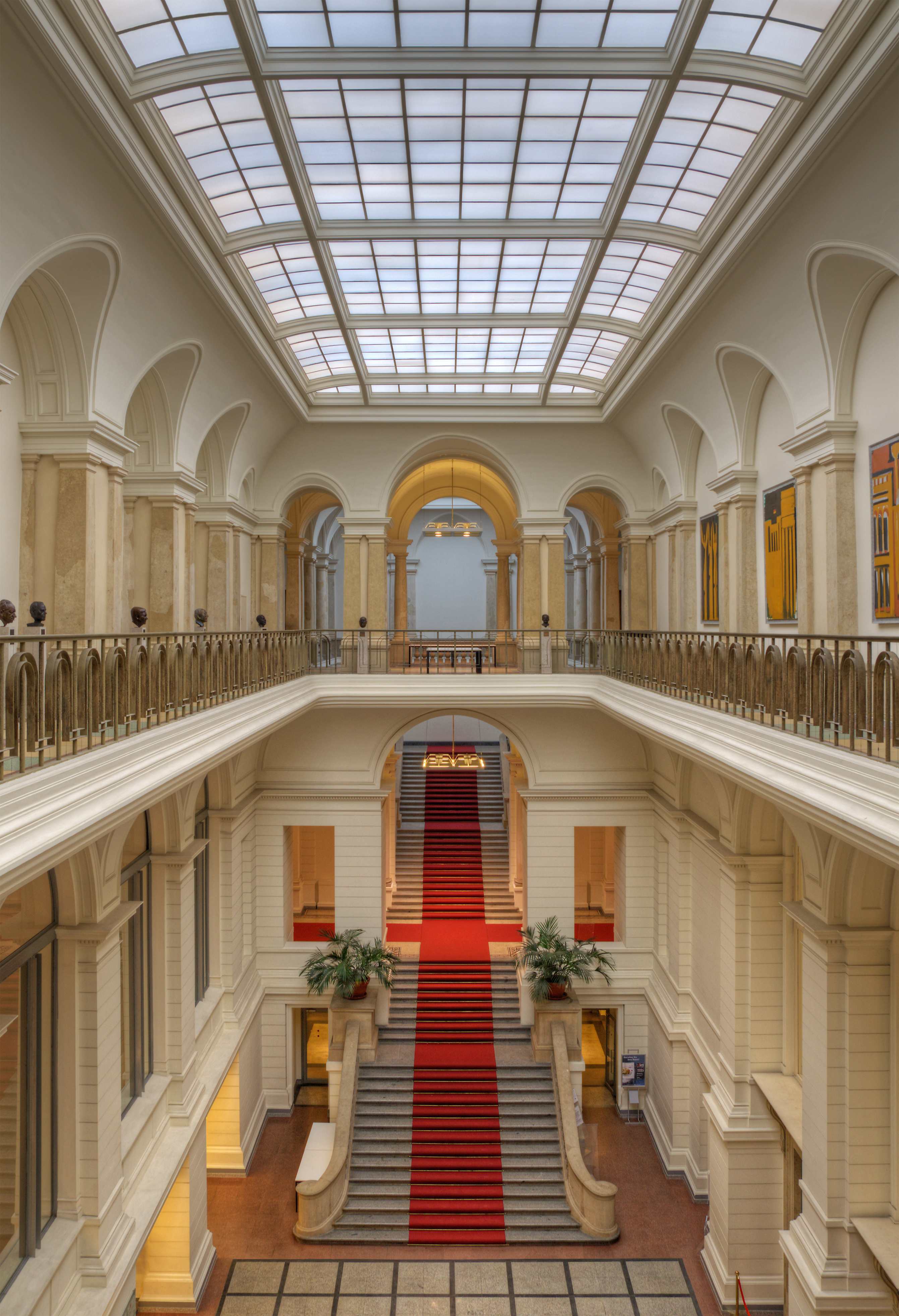
Lichthof des Preußischen Landtags in Berlin
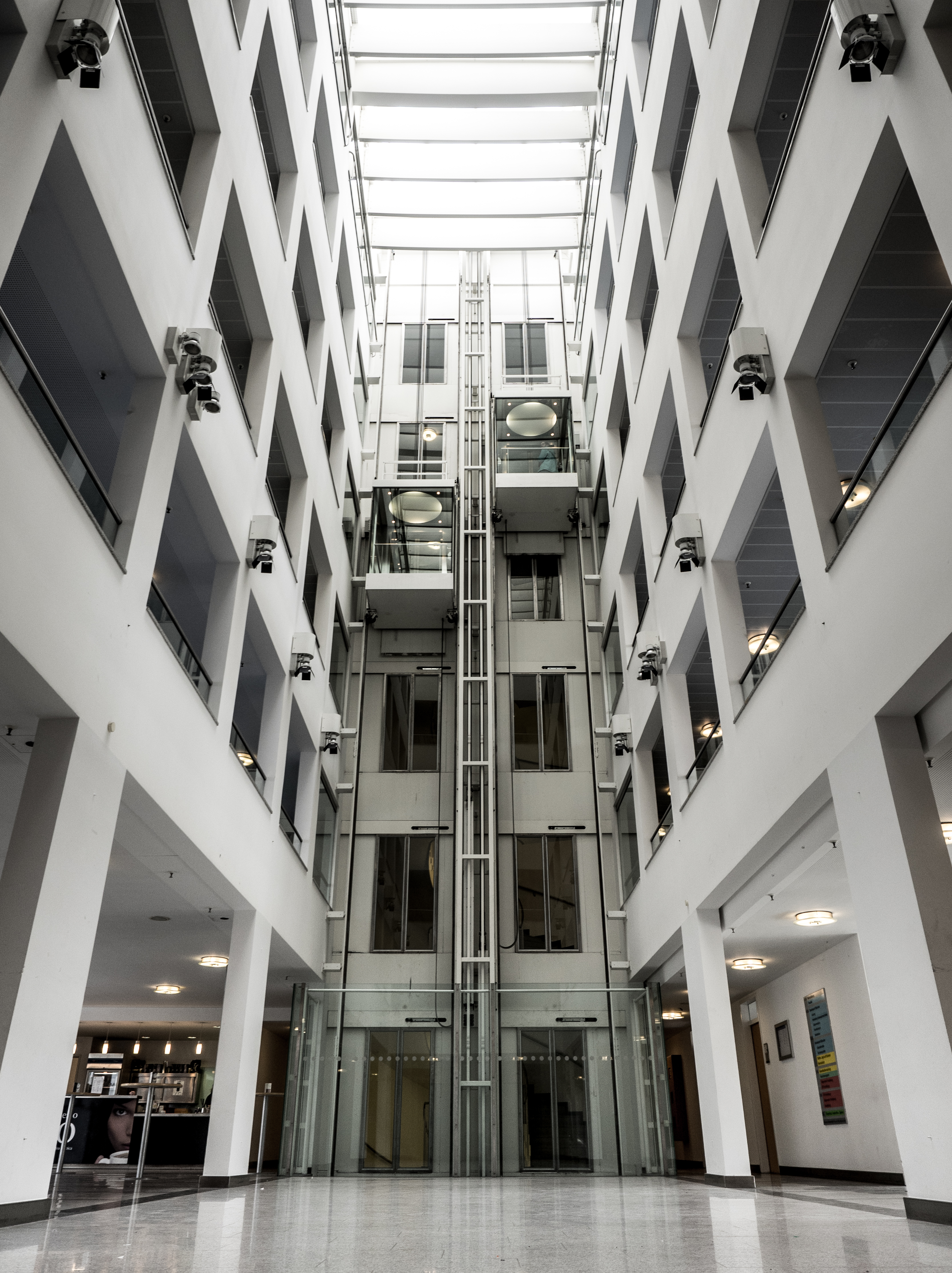
Lichthof des Standesamtes München
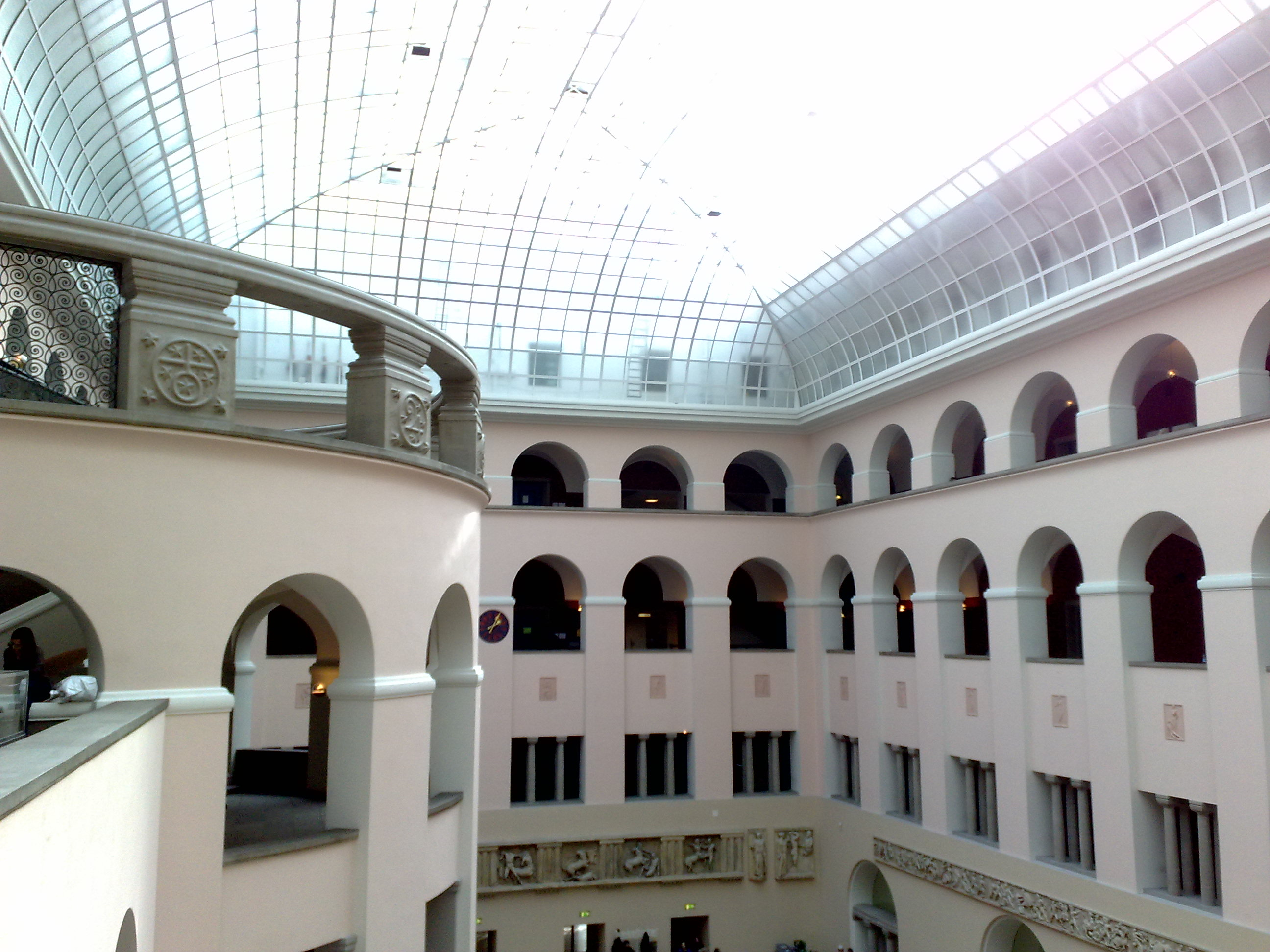
Lichthof der Universität Zürich